# Ornithotarsus immanis
L'ornitotarso (Ornithotarsus immanis) era un dinosauro erbivoro appartenente agli adrosauri, o dinosauri a becco d'anatra. I suoi scarsi resti fossili sono stati ritrovati in Nordamerica (New Jersey) in strati del Cretaceo superiore (Campaniano, circa 73 milioni di anni fa). L'identità è dubbia e probabilmente era solo un grande esemplare di Hadrosaurus.

## Classificazione
Tutto ciò che si conosce di questo dinosauro sono alcune ossa di una grande zampa posteriore, descritte da Edward Drinker Cope nel 1869. L'interpretazione originale di Cope mostrò una zampa molto simile a quella degli uccelli, con le ossa tarsali fuse insieme e unite alla tibia (da qui il nome Ornithotarsus, "tarso da uccello" in greco antico). Lo studioso, quindi, classificò questo enorme animale insieme al minuscolo Compsognathus nel gruppo dei Symphypoda (attualmente non considerato valido). In realtà questa presunta caratteristica di Ornithotarsus era dovuta a un errore di preparazione del fossile, e un riesame ha successivamente mostrato che le ossa non erano fuse insieme. Lo stesso Othniel Charles Marsh, collega e rivale di Cope, non mancò di far notare l'errore; questo episodio andò ad incrementare l'astio tra i due paleontologi, che nel corso della seconda metà dell'Ottocento diedero vita a una vera e propria gara nello scoprire quanti più dinosauri possibile.
Attualmente Ornithotarsus è considerato un adrosauro di dubbia identità, di enormi dimensioni (come anche Hypsibema e Parrosaurus) e forse appartenente al più noto Hadrosaurus.